# 客扱終了合図
客扱終了合図（きゃくあつかいしゅうりょうあいず）は、列車を駅から出発させる際、駅係員（主にホーム担当の輸送主任あるいは当務駅長）が車掌に対して、旅客の乗降が終了したことを伝える合図である。車掌はこの合図を受けてドアを閉める。ワンマン運転を行っている地下鉄などでは、運転士に向けて合図を送る。「客終」と省略することもある。また、呼称も乗降終了合図（じょうこうしゅうりょうあいず）、戸閉合図表示機（とへいあいずひょうじき）など、事業者により異なる。特急列車において検札のためのドアカットする場合においても使用されることがある。

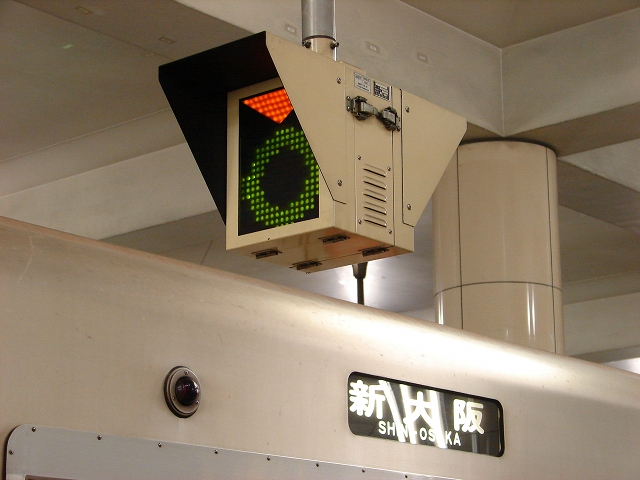
Osaka Metro御堂筋線の戸閉合図表示（「出発可」の表示。「閉扉可」の合図は、緑色の「○」が表示されている部分に橙色で「ト」と表示される）

## 沿革
主に日本国内で鉄道が完成してから当初は、鉄道信号および分岐器の自動制御などがないのが当然であり、駅員が分岐器等を手作業で操作、および進路の確保をした後、発車可の合図を列車（運転士や車掌）に送り、駅員の責任のもと駅から出発させていた（出発指示合図を参照）。
その後、列車集中制御装置による全自動制御が全国で進み、タブレット閉塞とともに大半の駅で発車業務が集中処理室で全自動で行われるようになると、立ち番の必要性がなくなった。しかし、当時は駅放送や発車時刻を示す案内表示が少なかったため、乗り換えなどの案内放送や旅客案内も兼ねて、引き続き主要駅では立ち番が配置され合図を出していた。
20世紀末からはデジタル技術の拡大により、ホーム全体を監視できる監視カメラ（車掌用ITV）の設置、ATOSなどに代表される電子化、案内表示の追加、人員削減が進み、駅ホームに係員を配置することは少なくなった。そのため、この頃より駅係員は、通勤時間帯などの通勤対策要員での合図や、ホームが大きく湾曲して見通しが悪い駅での車掌・ワンマン列車運転士が監視できない範囲をカバーする役目へと変化していった。ホームドアの設置駅も増加しており、JRグループ、東京メトロ、東急電鉄などは湾曲ホームであっても立ち番や監視員を廃止している（下記参照）。

## 作業手順
これはあくまでJRグループによる例で、異なる取り扱いをする会社（特に私鉄の場合）もある。私鉄各社は下記参照。

### 新幹線
1. 進路、架線に異常が無いか確認（進路確保）。
2. 列車到着時に付着物や前照灯切れ等の異常が無いか確認（状態監視）。
3. 新幹線が駅到着し、車掌はドアを開ける。
4. 到着放送・発車放送・音楽終了後、駅員がホームを確認。旅客の乗降が終了したことを確認し、笛を吹いた後、客扱終了合図ブザーを鳴らす。車掌は合図のブザー音を受けてドアを閉める。
5. 車掌および駅員は出発監視を行う。
6. 列車の後方確認。発車後、進路、架線に異常が無いか確認。

客扱終了合図ブザー音　「長音一声」（ブーという音を5秒以上）。
- なお、普段は客扱終了合図ブザーが使用され、故障した場合には下記の方法が執られる。
  - 昼間 - 赤色旗を絞り高く掲げる。
  - 夜間や地下駅 - 白色灯を高く掲げる。
  - 視差確認は利き手に関わらず右手と定められており、フライ旗・合図灯は原則左手で掲げる。

### JR在来線
1. 進路、架線に異常が無いか確認（進路確保）。
2. 列車到着時に付着物や前照灯切れ等の異常が無いか確認（状態監視）。
3. 列車が駅に到着し、車掌はドアを開ける。
4. 車掌（一部の駅では駅員）が発車ベルを鳴らし発車放送終了後、駅員が旅客の乗降を確認して客扱い終了合図を車掌に送る。
5. 車掌は客扱い終了合図を確認し、ドアを閉める。一部駅では、荷物挟まりなどに対応して再開閉合図がある。
6. 車掌および駅員は出発監視を行う。
7. 列車の後方確認。発車後、進路、架線に異常が無いか確認。

- JR西日本では、2010年12月1日より客扱終了表示と言い、運転業務無資格者でも行うことが出来る。方法は前述の通りであるが、腕を高く揚げ大きく円形に動かすことでも表示を行うことが出来る。

客扱い終了合図の方法
- 客扱い終了合図器

白色灯の点灯と、ベルまたはブザーの長音一声
- 閉扉時機合図器

閉扉時機合図器ランプの明滅。ベルまたはブザー音はない。
- 旗もしくは合図灯による場合は、新幹線の場合と同様。

- カーブなどで乗降が見えない駅では終日扱われるほか、ラッシュ時間帯や終電の発車時に駅員から出される。

### その他の鉄道
1. 駅員は到着監視。列車が駅に到着し、車掌はドアを開ける。
2. 発車放送・ベル終了後、駅員が旅客の乗降終了を確認して、旗もしくは合図灯により車掌に客扱終了合図を出す。車掌はホーム監視用モニターを確認し、ドアを閉める。
3. その後、駅員からの発車合図を受け、車掌は運転士に合図のブザーを送り、列車は出発する。
4. 車掌・駅員は出発監視。

駅員からの旗や合図灯による客扱終了合図が車掌から直接確認できないようなホームでは、装置を使って客扱終了合図を送ることがある。
この場合
- 乗降が終了したのでドアを閉めてもよいときは「○」（または「ト」）
- （ドア閉め後）再開閉を要するときは「×」（赤丸表示や警報ブザーとともに「ト」（京急、阪急、京阪）を使う所もある）
- （ドア閉め後）発車してもよいときは「●」（または「○」）

のように表示される。
- 駅によっては放送で「降車終了」と言う業務放送を行う場合がある。

## その他
- 日本国外でも同様の合図が行われている。フライ旗を使用しているのは原則日本、台湾、タイ王国のみで、韓国、インドネシア、イギリス、フランスなどでは、丸い形のプレートが付いている棒を高く掲げることで同様の合図としている。
- バスに対しても行われることがある。例えば西川口駅からの川口オートレース場行きは、駅階段下とバス横の二人立会で、リレー式で手合図による乗降終了合図を実施。他にも千歳烏山駅からのバスもロータリーが狭いため、交通整理を兼ねた職員により合図が送られる。黒部ダムトロリーバスではフライ旗での合図が送られている。